# Parco nazionale del Galičica
Il Parco nazionale del Galičica (in macedone: Националниот парк Галичица) è uno dei tre parchi nazionali della Macedonia del Nord. È situato nella parte sudoccidentale del paese, al confine con l'Albania.
Il parco è stato istituito nel novembre del 1958 e ha una superficie complessiva di 243,2 km².

## Geografia
Il parco nazionale del Galičica comprende il massiccio omonimo, parte della sponda orientale del lago di Ocrida e di quella occidentale del lago Prespa, con la piccola isola di Golem Grad. A sud confina con l'Albania e più precisamente con il Parco nazionale di Prespa.
Circa due terzi del territorio del parco sono compresi nel Patrimonio naturale e culturale della regione di Ohrid, area riconosciuta Patrimonio dell'umanità dell'UNESCO nel 1979.
All'interno del parco si trovano diversi monumenti e siti storici come il monastero di San Naum e alcuni siti palafitticoli sulla sponda del lago di Ocrida.